# 36 Atalante
36 Atalante este un asteroid din centura de asteroizi. A fost descoperit de H. Goldschmidt la 5 octombrie 1855. Este numit după Atalanta, un personaj din mitologia greacă.